# Hemideina maori
Hemideina maori är en insektsart som först beskrevs av Francois Jules Pictet de la Rive och Henri Saussure 1893.  Hemideina maori ingår i släktet Hemideina och familjen Anostostomatidae. Inga underarter finns listade i Catalogue of Life.